# Gryllopsis insularis
Gryllopsis insularis is een rechtvleugelig insect uit de familie krekels (Gryllidae). De wetenschappelijke naam van deze soort is voor het eerst geldig gepubliceerd in 1909 door Holdhaus.